# Campionati africani di atletica leggera 2014 - Salto con l'asta maschile
Il concorso del salto con l'asta maschile ai Campionati africani di atletica leggera di Marrakech 2014 si è svolto il 13 agosto 2014 allo Stade de Marrakech in Marocco.
La gara è stata vinta dal sudafricano Cheyne Rahme, che ha preceduto il tunisino Mohamed Romdhana, argento, ed il marocchino Mouhcine Cheaouri, bronzo.

## Risultati
| Class   | Atleta             | Nazione   | 4,00 | 4,20 | 4,60 | 4,70 | 4,80 | 4,90 | 5,00 | 5,05 | 5,10 | 5,41 | 5,55 | Risultato | Note |
| ------- | ------------------ | --------- | ---- | ---- | ---- | ---- | ---- | ---- | ---- | ---- | ---- | ---- | ---- | --------- | ---- |
| Oro     | Cheyne Rahme       | Sudafrica | –    | –    | –    | –    | –    | –    | o    | o    | o    | o    | xxx  | 5,41 m    |      |
| Argento | Mohamed Romdhana   | Tunisia   | –    | –    | –    | –    | o    | –    | o    | –    | xxx  |      |      | 5,00 m    |      |
| Bronzo  | Mouhcine Cheaouri  | Marocco   | –    | –    | –    | –    | xo   | –    | o    | –    | xxx  |      |      | 5,00 m    |      |
| 4       | Hichem Cherabi     | Algeria   | –    | –    | –    | –    | –    | xo   | xxx  |      |      |      |      | 4,90 m    |      |
| 5       | Samir El Mafhoum   | Marocco   | –    | –    | xxo  | –    | o    | –    | xxx  |      |      |      |      | 4,80 m    |      |
| 6       | Rabia El Housni    | Marocco   | –    | –    | xo   | xo   | xxo  | –    | xxx  |      |      |      |      | 4,80 m    |      |
| 7       | Nabil Ben Sikhaled | Algeria   | –    | –    | –    | xo   | xxx  |      |      |      |      |      |      | 4,70 m    |      |
| 8       | Juan de Swardt     | Sudafrica | –    | –    | xxo  | xxx  |      |      |      |      |      |      |      | 4,60 m    |      |
| 9       | Samson Basha       | Etiopia   | o    | xxx  |      |      |      |      |      |      |      |      |      | 4,00 m    |      |